# Muzeul de Artă din Cluj-Napoca

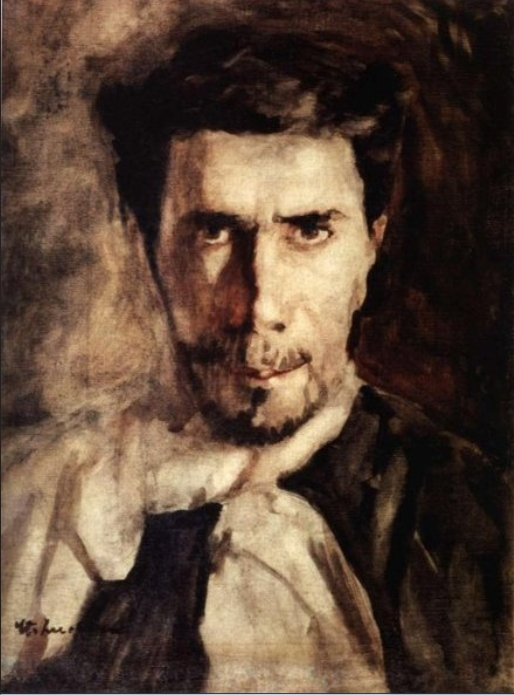
Ştefan Luchian - Autoportret, Muzeul Naţional de Artă din Cluj

Muzeul de Artă din Cluj-Napoca este un muzeu de artă adăpostit într-un important edificiu baroc din secolul al XVIII-lea, opera arhitectului german Johann Eberhard Blaumann, și posedă un patrimoniu deosebit de valoros de artă românească și europeană: pictură, grafică și artă decorativă (secolele XV - XX). Înființat în anul 1951, muzeul a beneficiat, încă de la constituirea sa, de unele fonduri mai vechi: o mică parte din colecția de curiozități, orfevrărie, piese de mobilier și artă plastică europeană, provenind de la Muzeul Ardelean și mai ales colecția cunoscută sub numele „Pinacoteca Virgil Cioflec”.
De numele lui Virgil Cioflec (1876 - 1948), autor al unor monografii de referință dedicate pictorilor Ștefan Luchian (1924) și Nicolae Grigorescu (1925), precum și al unor scrieri pertinente despre artă publicate în presa vremii, se leagă un act de cultură de mare însemnătate pentru viața Clujului interbelic: donarea colecției sale de artă românească, Universității Clujene (1929 - 1930). Deschiderea către public a pinacotecii Virgil Cioflec în 1933 însemna, de fapt, deschiderea la Cluj a primului muzeu de artă românească modernă, al cărui succesor a devenit Muzeul Național de Artă Cluj. Colecția Virgil Cioflec reprezintă și astăzi nucleul valoric al patrimoniului Muzeului Național de Artă Cluj.
Începând cu anul 1951, Muzeul de Artă din Cluj găzduiește opere ale artiștilor Nicolae Grigorescu, Ștefan Luchian, Dimitrie Paciurea, Theodor Pallady, Camil Ressu, Vasile Popescu ș.a. dispuse în peste 20 de încăperi. Expoziția de bază prezintă și lucrări ale unor artiști mai puțin cunoscuți din Transilvania secolelor XVIII-XIX, respectiv o importantă colecție din lucrări de mare valoare aparținând școlii de pictură din Baia Mare.
Amplificarea fondului muzeal s-a realizat în anii care au urmat înființării lui, pe seama unor transferuri, donații și achiziții. Operelor de artă transferate de către Ministerul Culturii, Muzeul Național de Artă București și Administrația locală (Barbu Iscovescu, Constantin David Rosenthal, Theodor Aman, Gheorghe Tattarescu, Gheorghe Panaitescu Bagdasare, Carol Popp de Szathmary, Ioan Andreescu, Karl Storck) li se adaugă un fond însemnat provenind de la Filiala Cluj a Academiei Române (1971). Cuprinzând piese importante de artă din Transilvania (pictori necunoscuți din secolele XVIII - XIX, Franz Neuhauser, Joseph Neuhauser, Franz Anton Bergman, Koreh Sigismund, Szathmari Gati Sandor, Simo Ferenc), acest fond a contribuit substanțial la conturarea unei fizionomii a patrimoniului.
Spațiul de la etajul palatului este destinat Galeriei Naționale. În anul 1990, Galeria Națională a fost închisă pentru reorganizare, impusă atât de starea avansată de degradare a edificiului, cât și de nevoia de a organiza expunerea permanentă în funcție de noile cercetări și de piesele achiziționate sau donate în perioada imediat anterioară. Galeria Națională, redeschisă pentru public în luna ianuarie 1996 propune o sinteză de patru secole de artă românească cu un accent pe fenomenul artistic din Transilvania: Altarul de la Jimbor (secolul al XVI-lea), pictură Biedermeier, artă stil 1900, avangarda, artiștii legați de Școala Superioară de Arte Frumoase și de Centrul Artistic Cluj: Alexandru Popp, Szolnay Sandor, Pericle Capidan, Catul Bogdan, Aurel Ciupe, Romul Ladea, Petre Abrudan, Tasso Marchini, Alexandru Mohy, Szervatius Jeno, Theodor Harsia, Kovaks Zoltan, Nagy Albert, Anton Lazăr, Virgil Fulicea, Constantin Dinu Ilea, Ioan Sima, Egon Mark Lovith.
Muzeul de Artă Cluj-Napoca a fost nominalizat la premiul EMYA pentru muzeul european al anului 1997.

## Imagini

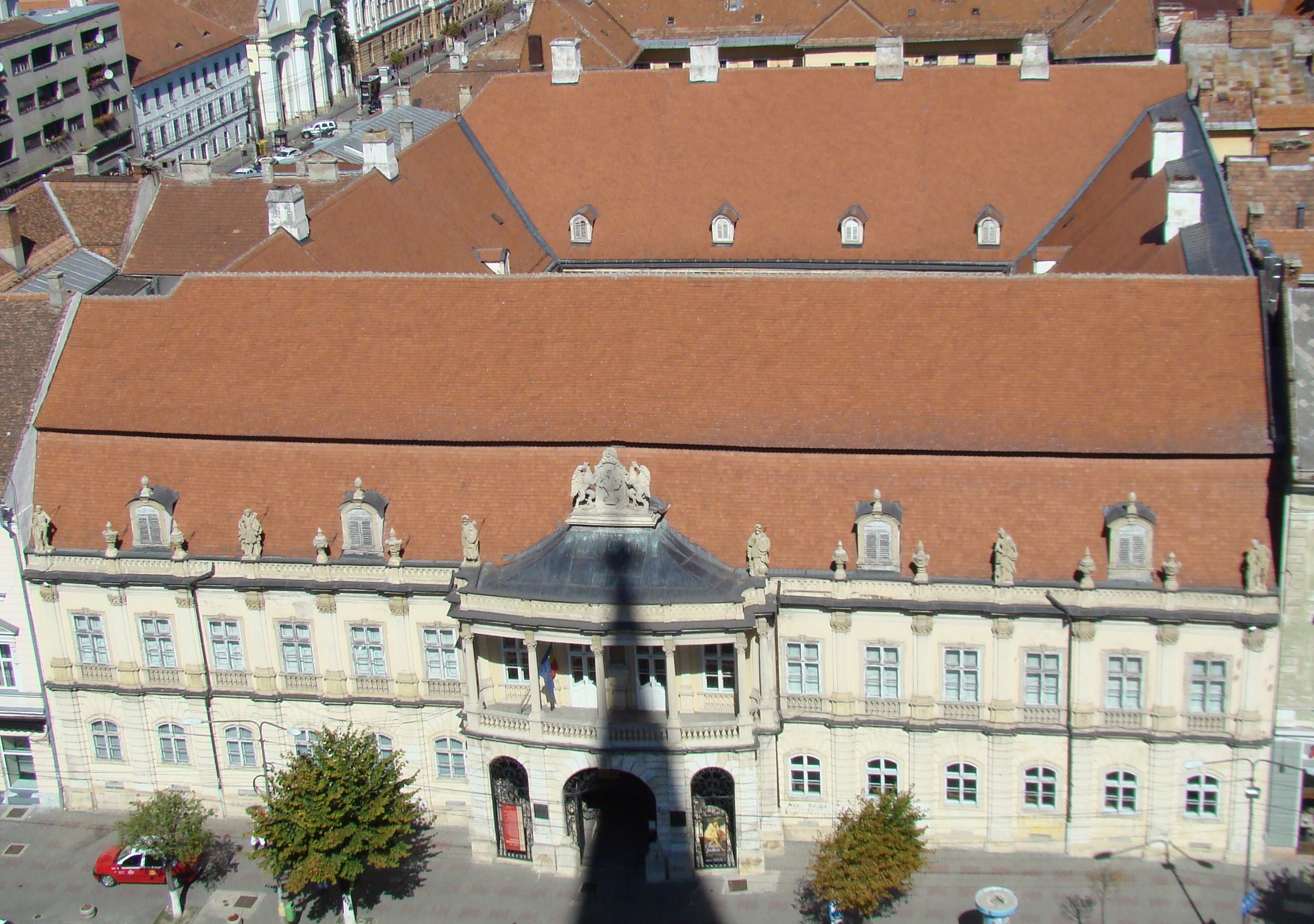
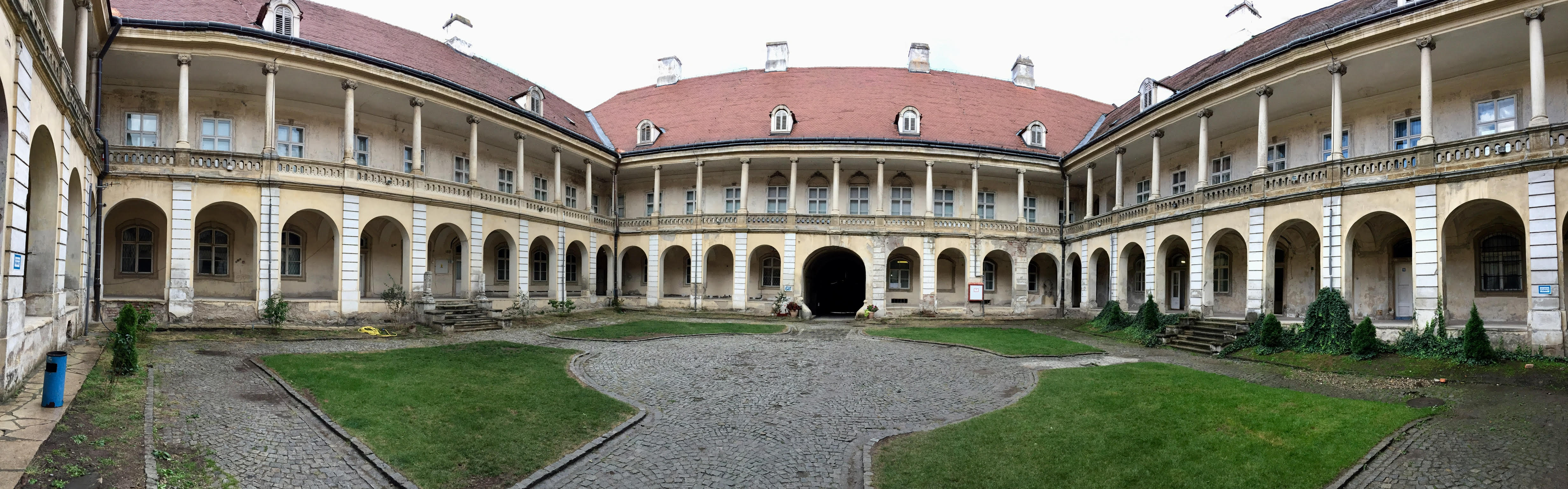
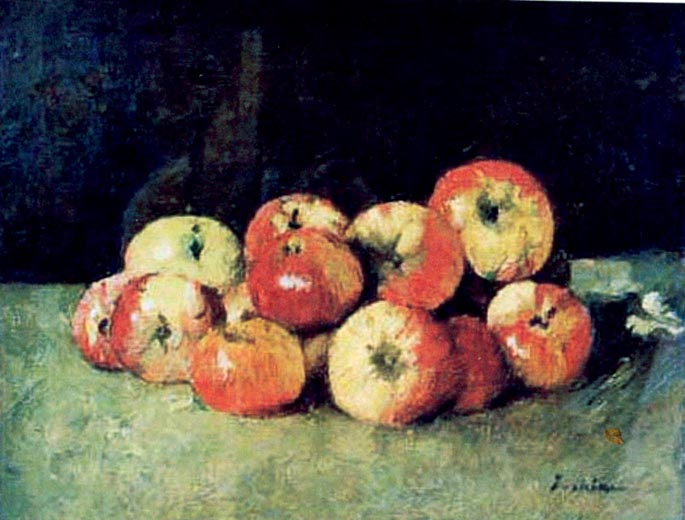
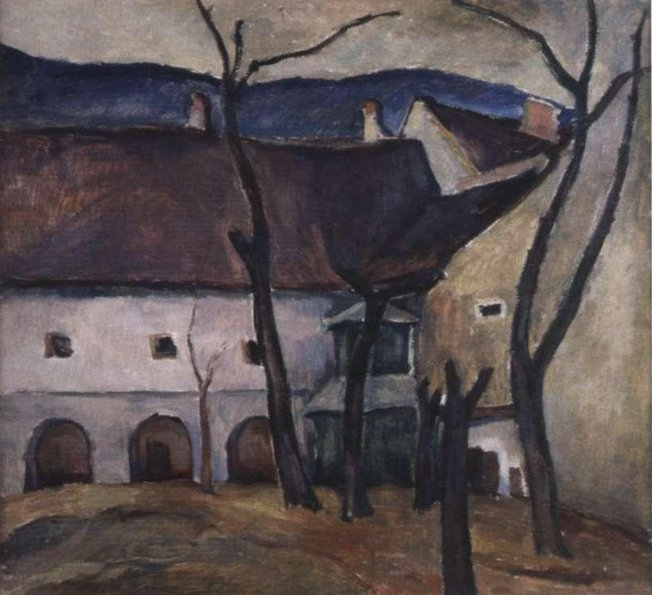
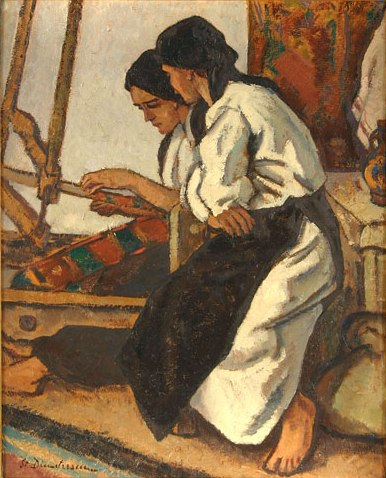
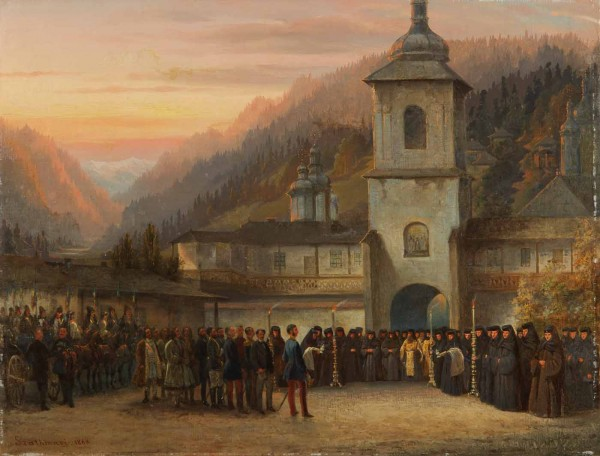
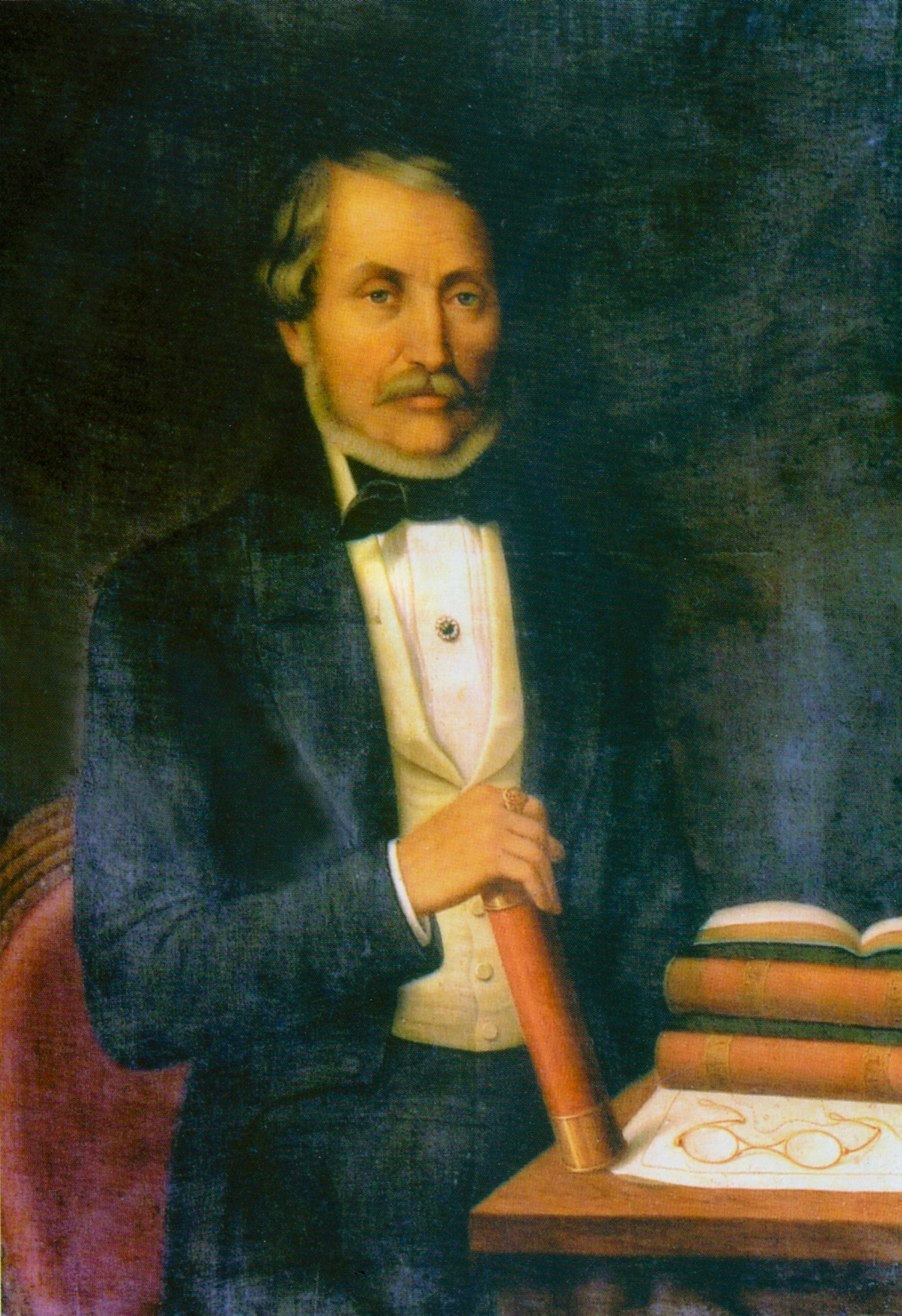
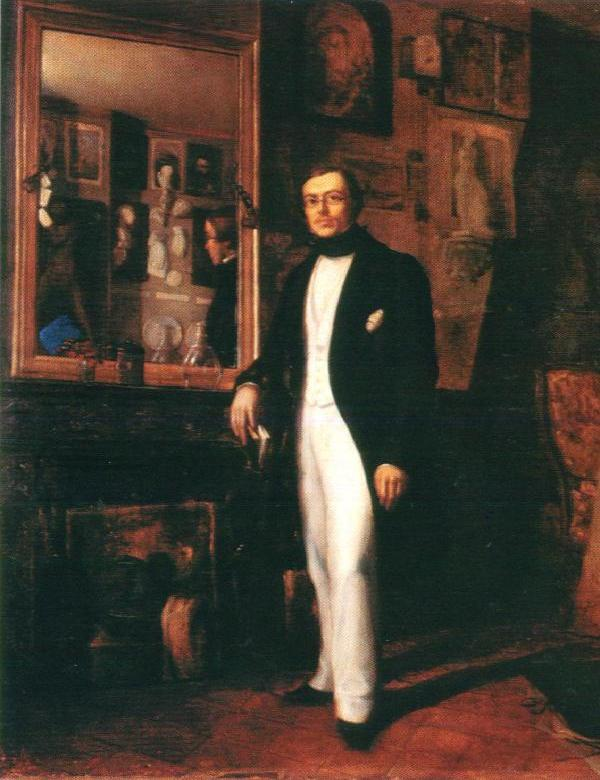
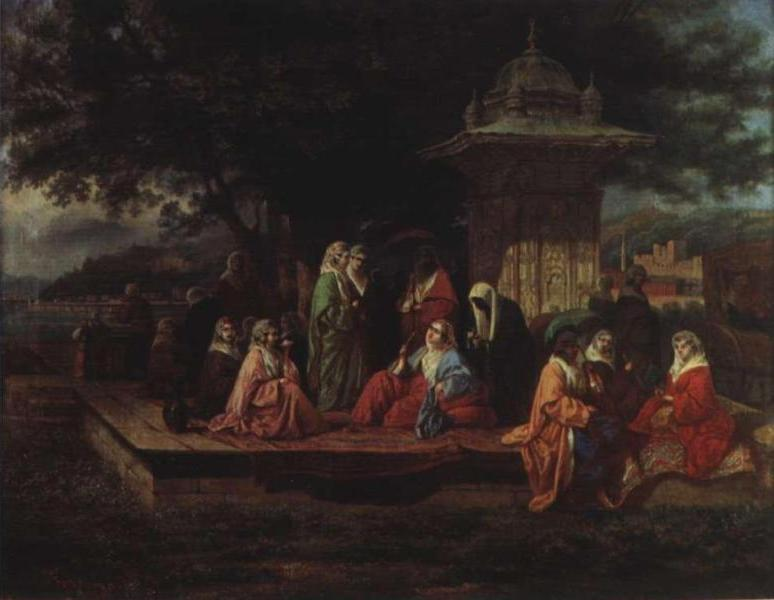
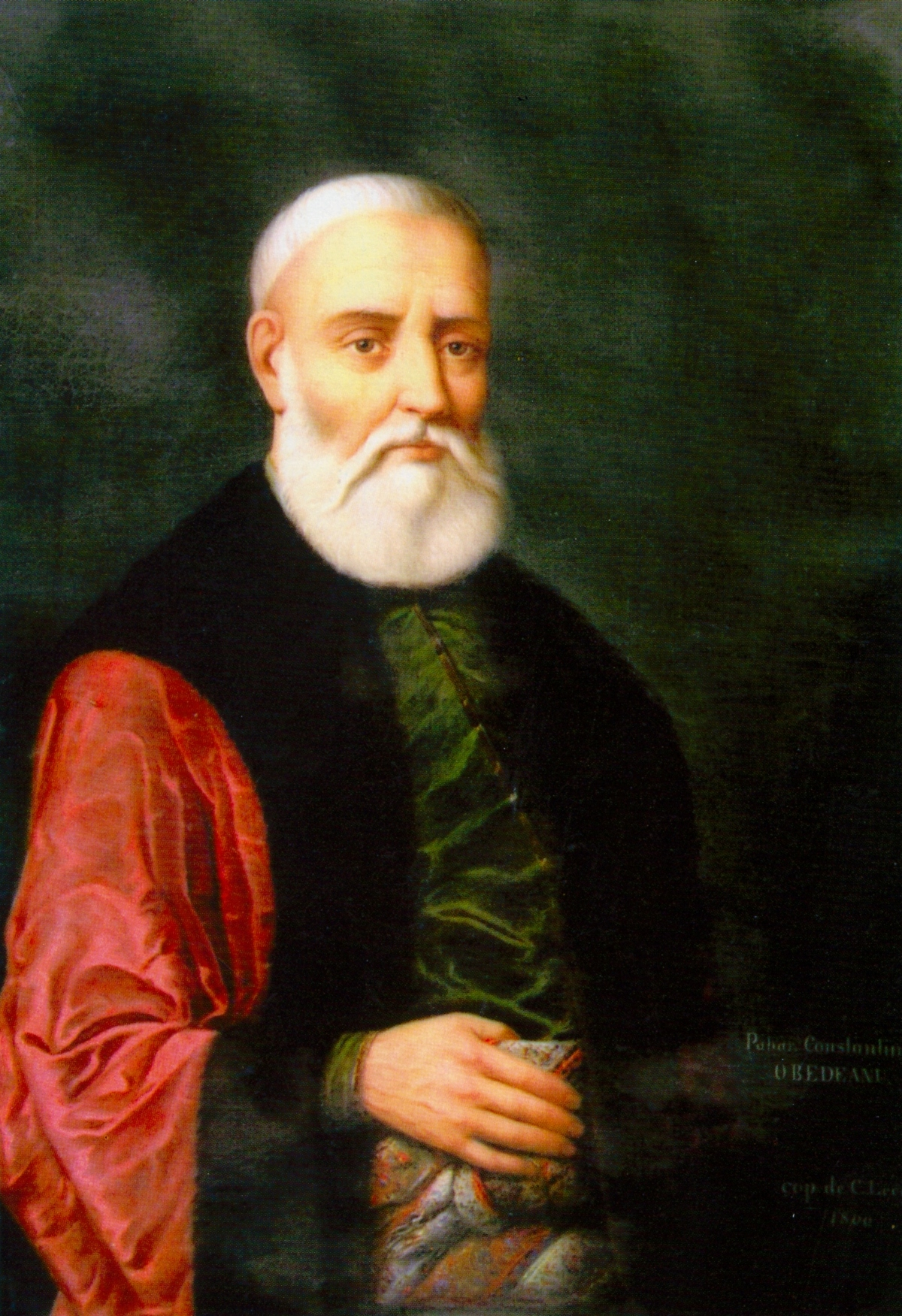
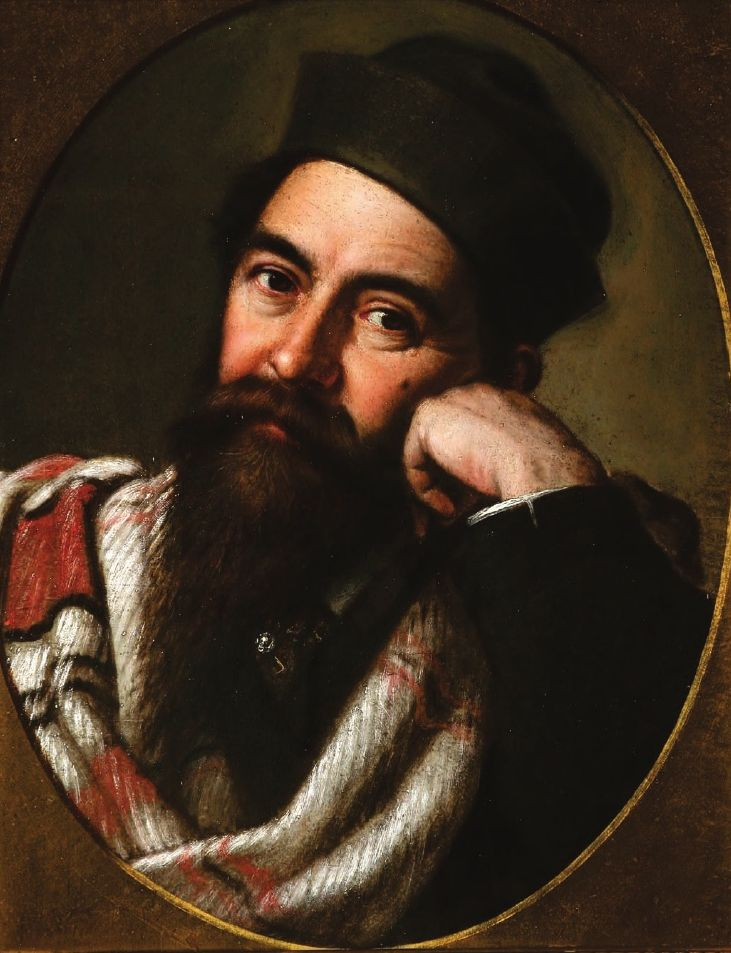
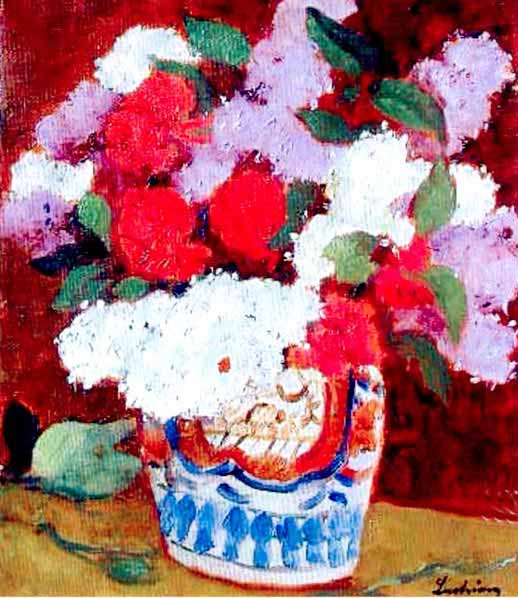
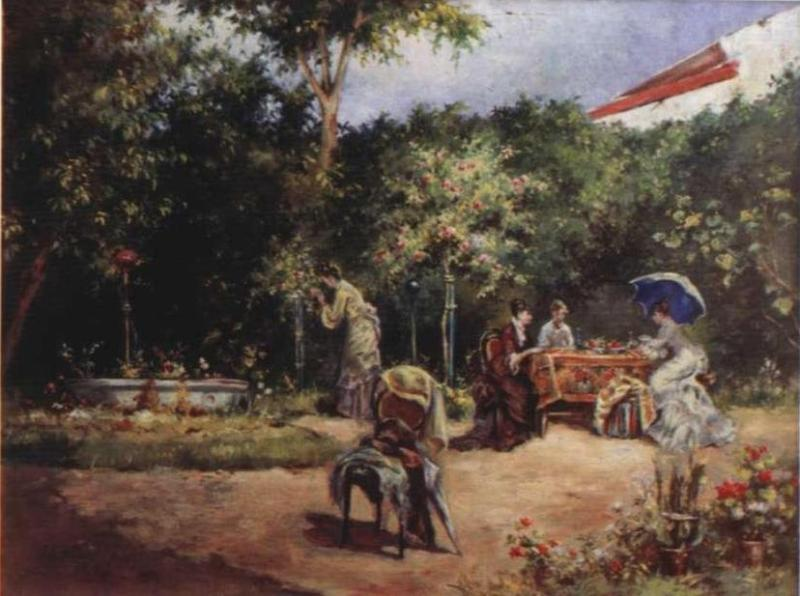
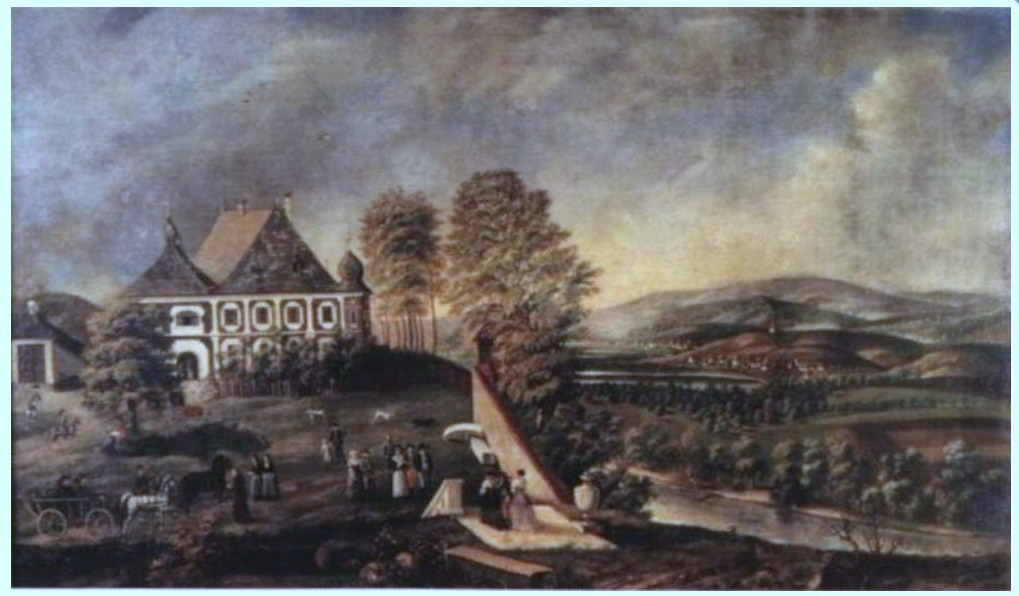
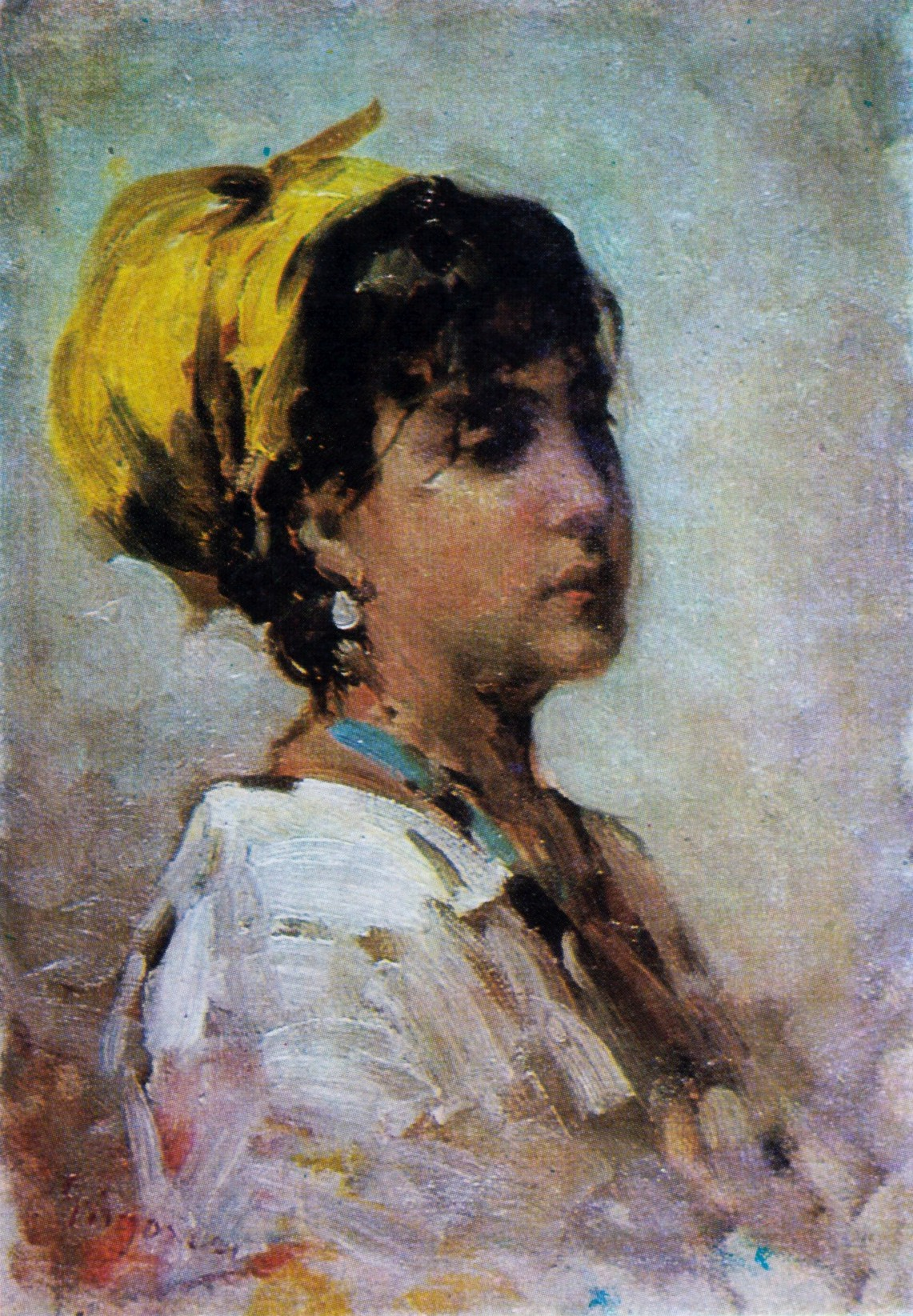
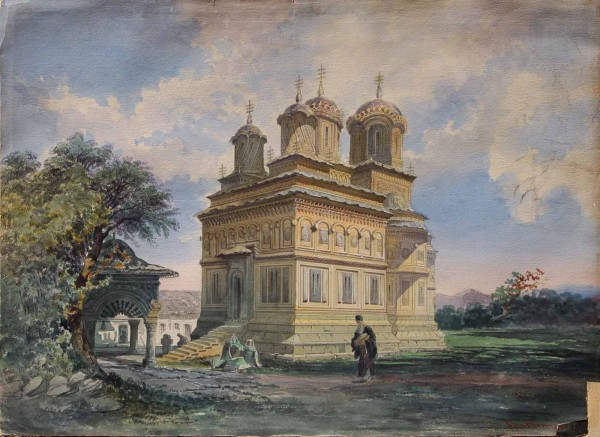
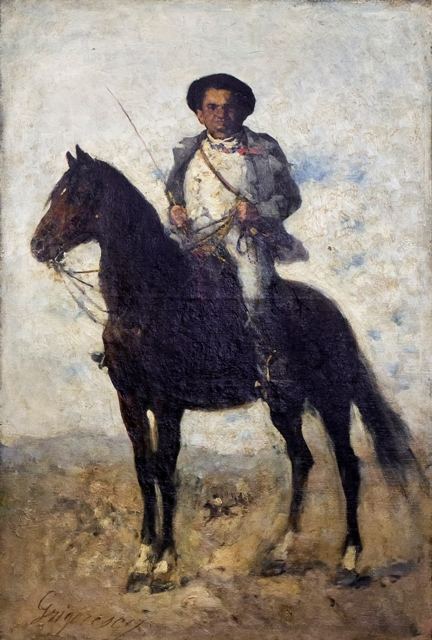
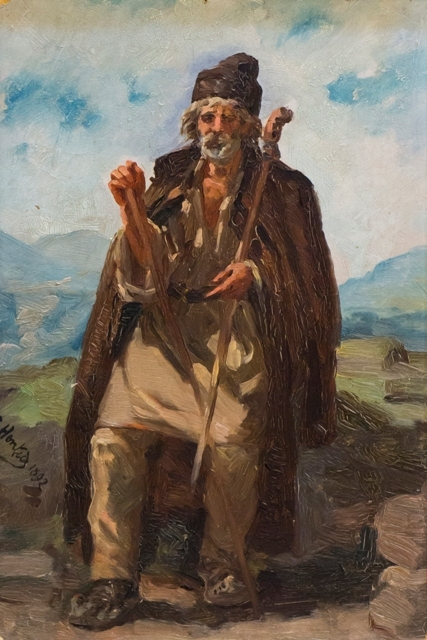
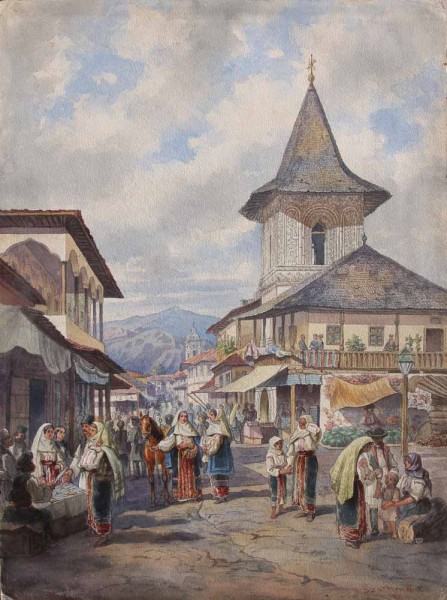
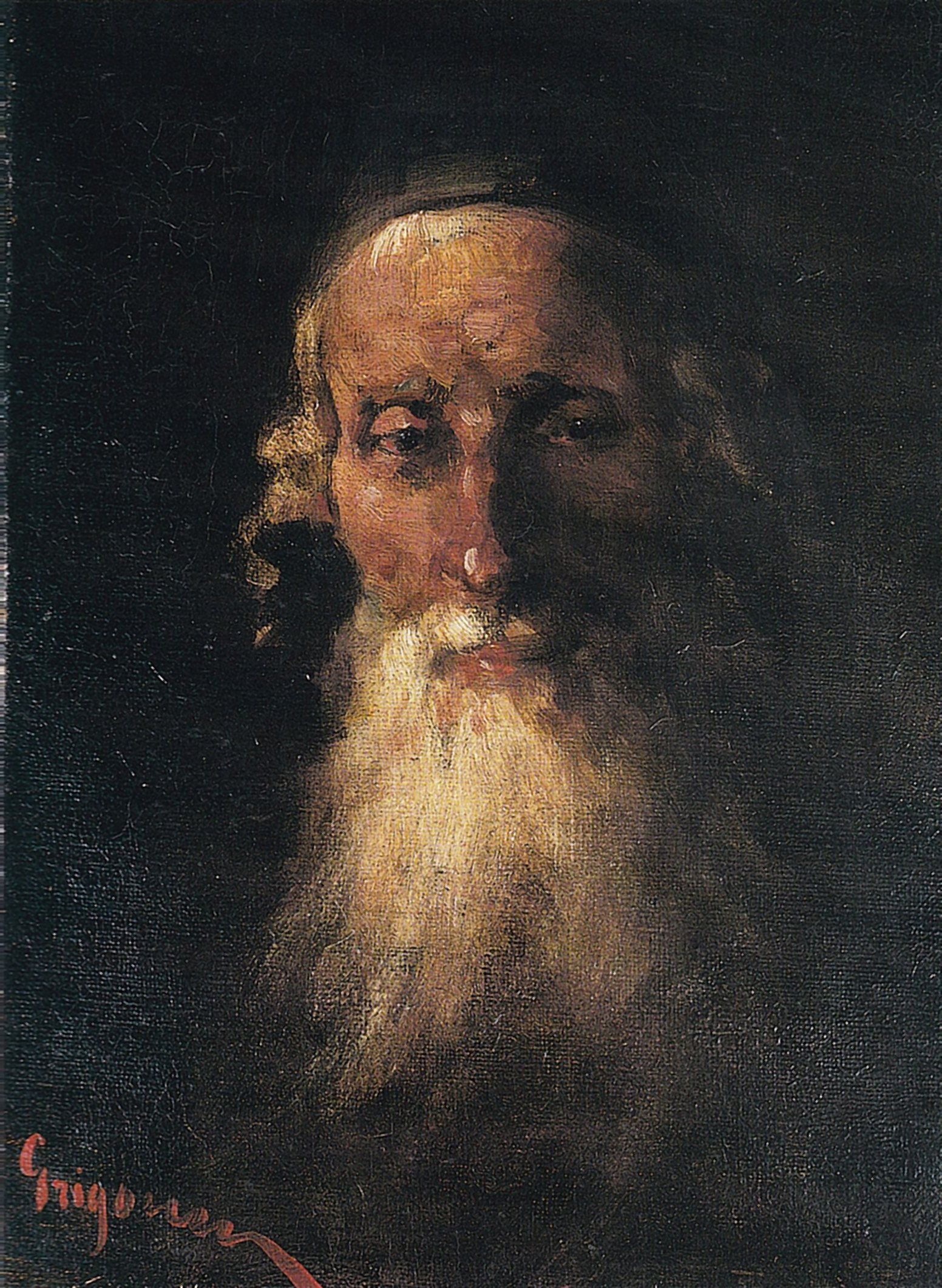
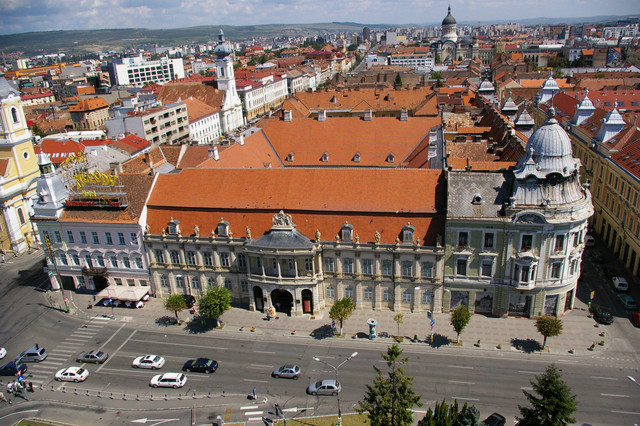